# Barbara Lawrence (aktorka)
Barbara Lawrence (ur. 24 lutego 1930, zm. 13 listopada 2013) – amerykańska aktorka filmowa i telewizyjna.
Od 8 lutego 1960 ma swoją gwiazdę na Hollywoodzkiej Alei Gwiazd.

## Filmografia
seriale
- 1952: The Ford Television Theatre
- 1958: Cimarron City jako Cora Budinger
- 1959: Bonanza jako Della Thompson
- 1960: The Tall Man jako Sadie Wren

film
- 1945: Diamond Horseshoe jako Dziewczyna z rewii
- 1947: Szpada Kastylii jako Luisa De Carvajal
- 1949: Złodziejski trakt jako Polly Faber
- 1953: Paris Model jako Marta Jensen
- 2005: 5 Day Rental jako Beth